# تيودور أويزرمان
تيودور أويزرمان (بالروسية: Теодо́р Ильи́ч Ойзерма́н)‏ (14 مايو 1914 - 25 مارس 2017) فيلسوف سوفيتي روسي ماركسي معاصر، انتسب إلى الحزب الشيوعي عام 1941، من 1941 إلى 1951 أدار قطاع الفلسفة البورجوازية وعلم الاجتماع في معهد الفلسفة التابع لأكاديمية العلوم السوفيتية. حصل على شهادة الدكتوراه في العلوم الفلسفية عام 1952، وترأس منذ 1954 كرسي تاريخ الفلسفة الأجنبية في جامعة موسكو، وأصبح منذ 1966 عضوا في هيئة تحرير مجلة مسائل الفلسفة.

## مؤلفاته
- تكوين فلسفة الماركسية (1962).
- المراحل الكبرى لتطور الفلسفة قبل الماركسية.
- مشكلات العلم التاريخي-الفلسفي (1969).
- تطور النظرية الماركسية حول تجربة ثورة 1848.